# Hockinia
Hockinia,  monotipski biljni rod iz porodice Gentianaceae, smješten u tribus Saccifolieae. 
Jedina vrsta je H. montana endem iz jugoistočnog Brazila (Minas Gerais, Espirito Santo, Rio de Janeiro).
Rod je opisan u London Journal of Botany 2: 12. 1843.

## Sinonimi
- Anacolus Griseb.; Prodr. [A. DC.] 9: 70 (1845)